# Kungahälla
Die mittelalterliche Stadt Kungahälle (norwegisch Konghelle), heute in Kungälv, wenige Kilometer von Göteborg gelegen, spielte, wenn auch zunächst auf der Seite Norwegens, eine bedeutende Rolle in der Geschichte Schwedens. Die Stadt soll im Jahre 959 drei oder vier Kilometer westlich von Kungälv gegründet worden sein. Schriftliche Quellen erwähnen sie aber erst 1140 n. Chr., was Funde eher bestätigen. Kungahälla gilt neben Lödöse als älteste Stadt des Bohuslän. Es entwickelte sich zur strategisch wichtigsten und im Mittelalter zeitweise sogar zur größten Stadt Norwegens. Nach 700 Jahren Existenz kam Kungahälla, das mittlerweile seine Bedeutung verloren hatte, mit dem Frieden von Roskilde 1658 zu Schweden.

Grenzverlauf zwischen Schweden und Dänemark/Norwegen im 11. Jahrhundert

## Geschichte nach Snorri Sturluson
Nach Snorri Sturluson trafen sich hier 998 der norwegische König Olav I. Tryggvason mit der schwedischen Königin Sigrid Storråda (geb. 965; gest. nach 1014) um über eine eventuelle Hochzeit zu diskutieren, die platzte, weil sich Sigrid weigerte den christlichen Glauben anzunehmen. Dies soll zu den ersten offiziell genannten politischen Schwierigkeiten zwischen Schweden und Norwegen geführt haben.

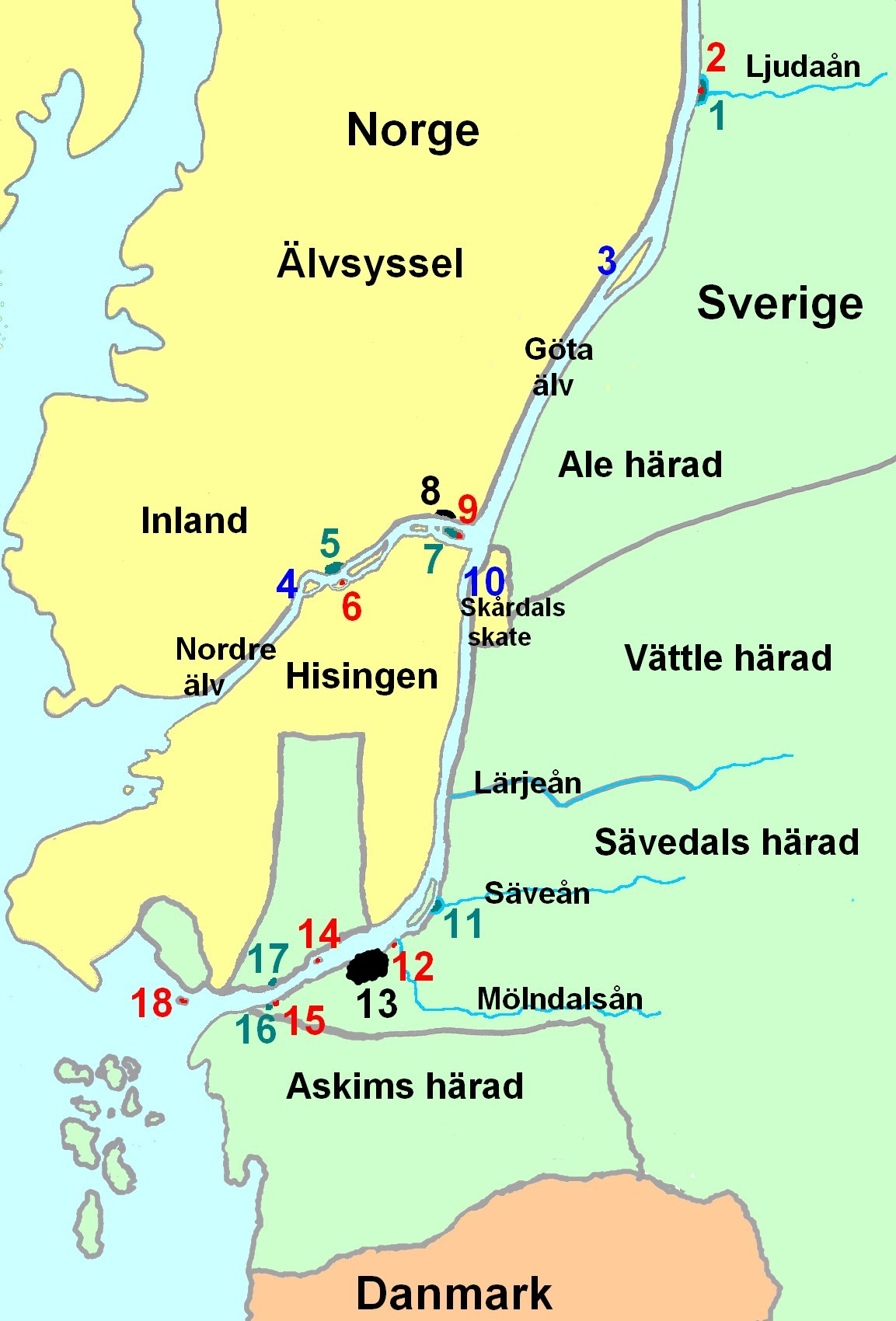
Die Lage von Kungahälla (Nr. 5) im Verhältnis zu Lödöse (1+2), Kungälv (8) und Göteborg (13)

1025 sollen sich in Kungahälla der schwedische König Anund Jakob (gest. 1050) und der norwegische König Olav der Heilige (995–1030) getroffen haben um 1026 gegen den dänischen Feind zu ziehen. Obwohl die Könige mit 420 Schiffen aufbrachen, gewann der dänische König Knut der Große  die Schlacht an der Helgeå in Schonen.
Im Jahre 1101 soll in Kungahälla das Treffen der drei nordischen Könige Inge den äldre (etwa 1080–1101 – Schweden), Magnus Barfot (etwa 1073–1103 – Norwegen) und Erik Ejegod (etwa 1056–1103 – Dänemark) stattgefunden haben, das zu einem Friedensvertrag zwischen den drei nordischen Reichen führte. Ein 1940 in Kungälv errichteter „Friedensstein“ erinnert an das historische Ereignis vor über 900 Jahren.
Unter Sigurd I. (1090–1130) soll der Ort eine Rolle als Königssitz und Handelsstadt gespielt haben. Er ließ eine Burg und das Kloster Kastelle errichten. Das Augustiner-Chorherren-Stift, eine Tochtergründung des Klosters Æbelholt, und die Festung mit Wallgraben, deren Lage diskutiert wird, befanden sich vermutlich auf dem Klosterkullen.
1135 haben die Pommern unter Herzog Ratibor I. (gest. 1156) Kungahälla überfallen und geplündert. Dabei wurden die Kirche und die Festung dem Erdboden gleichgemacht, wobei Ratibor den Schrein von Cammin (schwedisch Camminskrinet ) mitnahm. Nach neueren Auffassungen wird der Schrein jedoch als ein Geschenk des dänischen Bischofs Asker an den Pommernapostel Otto von Bamberg angesehen. Das Original des Schreins ist seit dem Zweiten Weltkrieg verschollen. Eine Nachbildung befindet sich im Römisch-Germanischen Zentralmuseum, Mainz, eine weitere im Pommerschen Landesmuseum Greifswald.

## Weitere Entwicklung

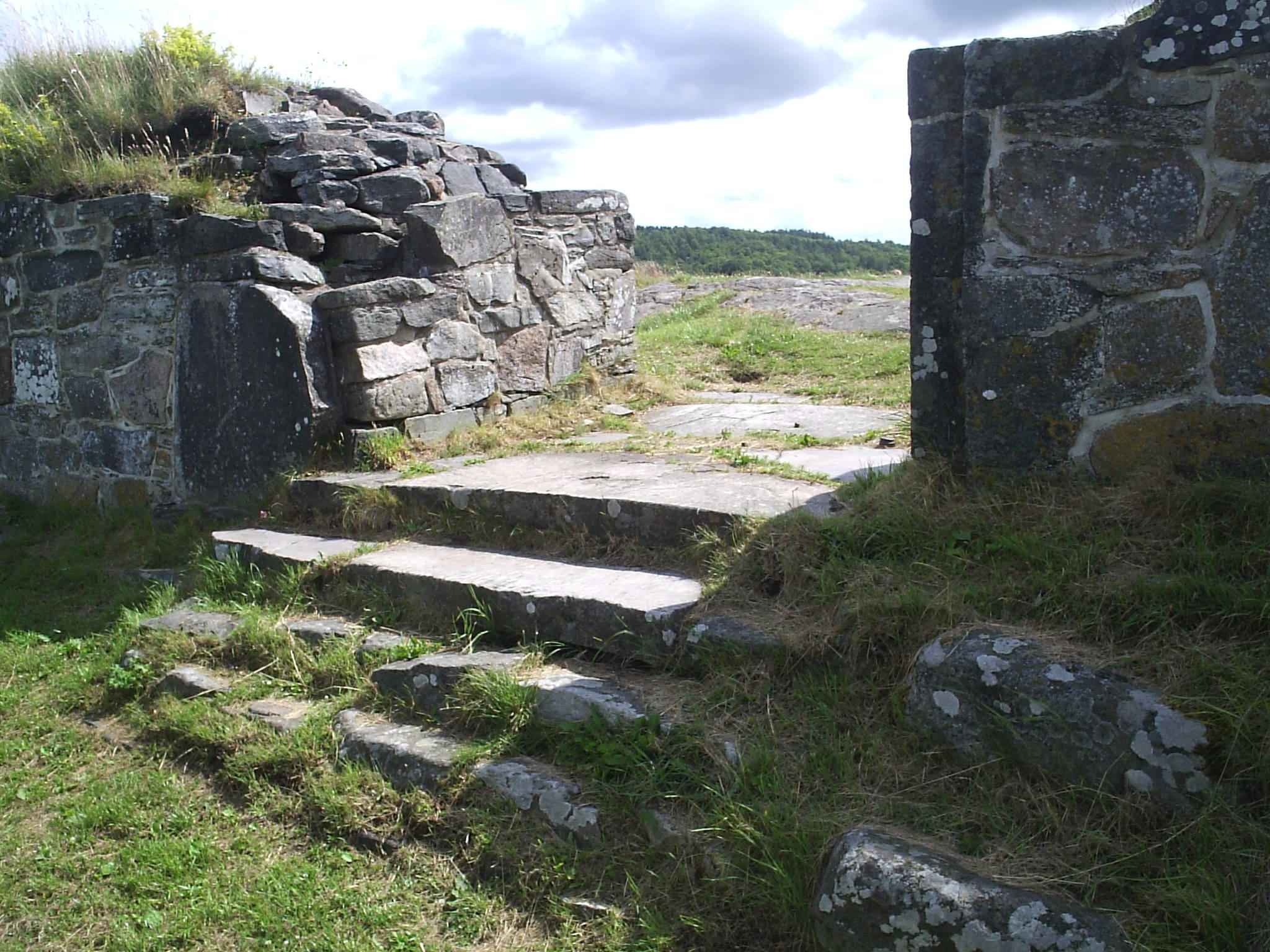
Nordportal des Klosters Ragnhildholmen

Ab der Mitte des 13. Jahrhunderts wurde Konghelle als südlicher Vorposten des Königreichs unter König Håkon IV. noch wichtiger. In Ragnhildsholmen baute er eine Burg mit Ringmauer, um die Stadt zu verteidigen. Zur Zeit Haakons IV. wurde ein Franziskanerkloster errichtet, während das ältere Kloster Augustine Kastelle aus dem 12. Jahrhundert wieder aufgebaut wurde. Als im 14. Jahrhundert die Festung Bohus errichtet wurde, verlor Kungahälle an Bedeutung und wurde bei wichtigen Aufgaben von Kungälv ersetzt, das zu Füssen der Festung lag.
1368 wurde Kungahälla während des Zweiten Waldemarkriegs mit der Hanse abgebrannt.
Als die Schweden im Kalmarkrieg 1612 Kungahälla erneut niederbrannten, wurde der Ort nicht mehr aufgebaut und im Auftrage des Königs Christian IV. verlassen.
Archäologische Ausgrabungen der Klöster Ragnhildsholmen und Kastelle wurden am Ende des 19. Jahrhunderts und bis in unsere Tage vorgenommen. Die Ruinen sind für die Öffentlichkeit zugänglich.